# Hieracium obscuricapitatum
Hieracium obscuricapitatum es una especie de planta con flor del género Hieracium, de la familia Asteraceae, orden Asterales.

## Distribución
Hieracium obscuricapitatum se distribuye por Noruega, Suecia, Alemania, Suiza, Liechtenstein, Austria, Polonia, Eslovaquia, Hungría, Francia, Italia, Eslovenia, Croacia, Bosnia y Herzegovina, Montenegro, Serbia, Kosovo, Macedonia del Norte, Albania, Rumanía, Bulgaria y Ucrania.

## Taxonomía
Fue descrita científicamente por Schuhw.